# Affaire Airbus (France)
Pour les articles homonymes, voir Affaire Airbus.
L'affaire Airbus est une affaire politico-financière, révélée en juillet 2002 par une salariée d'Airbus récemment licenciée, concernant un potentiel financement de la campagne présidentielle de Lionel Jospin par Airbus via l'agence Euro RSCG.

## Les faits
L'affaire éclate le 22 juillet 2002, lorsque le magazine allemand Der Spiegel rapporte qu'une salariée d'Airbus récemment licenciée a déposé plainte devant un tribunal allemand pour licenciement abusif et mis en cause son entreprise dans une affaire de financements occultes. Selon elle, Airbus aurait financé illégalement la campagne présidentielle de Lionel Jospin. 
Philippe Delmas, vice-président et directeur de la communication d'Airbus, et Stéphane Fouks, l'un des directeurs de l'agence de communication Euro RSCG, conseiller de Noël Forgeard, le dirigeant d'Airbus et acteur de la campagne présidentielle de Lionel Jospin, auraient en effet signé des contrats de conseils, au bénéfice du Parti socialiste français. Lionel Jospin serait ainsi soupçonné d'avoir « amélioré les caisses de sa campagne avec des commissions occultes provenant des canaux Airbus ».
L'affaire se base donc sur les propos d'une salariée allemande d'Airbus, anonyme, qui possède un doctorat de 3e cycle et a travaillé précédemment chez BMW. Après six mois passés au département publicité-marketing d'Airbus, son licenciement, qu'elle juge abusif, est acté. Elle décide alors d'attaquer en justice son ancien employeur. Elle l'accuse d'avoir signé un double contrat de travail (un à Hambourg, l'autre à Toulouse), ce qui est interdit par la loi allemande et qui vaudra au patron allemand d'Airbus, Hans-Joachim Gante, d'être convoqué devant le tribunal des prud'hommes à Hambourg le 11 septembre 2002. Mais ce serait surtout son refus de cautionner le versement de commissions occultes au Parti socialiste via l'agence Euro RSCG qui, selon ses avocats, aurait engendré son licenciement. La plaignante licenciée avait notamment des doutes sur la qualité du travail fourni. C'est parce qu'elle s'inquiétait de ce systématisme, c'est-à-dire réalisé sans appel d'offres, qu'elle a cherché à en savoir plus.
Lors de la publication de l'article, Alain Claeys, secrétaire national du Parti socialiste à la coordination et à la trésorerie, également ancien mandataire financier du candidat Lionel Jospin, dément formellement « les allégations parues dans certains journaux français ou allemands, concernant le financement par Airbus de la campagne de Lionel Jospin », et menace d'attaquer la plaignante en diffamation.
Alain Claeys précise également que le candidat socialiste a passé pour sa campagne présidentielle « un contrat en bonne et due forme avec la société Euro-RSCG, conseil en communication, pour un montant de 454 480,00 euros ». Le montant de ce contrat « n'a rien d'anormal par rapport aux prix du marché », précise en outre le secrétaire national du Parti socialiste chargé de la communication, Alain Bergounioux.
À noter que le 23 septembre 2004, dans une affaire similaire et curieusement liée, le parquet de Paris a lancé une enquête préliminaire visant le financement de la campagne présidentielle de Lionel Jospin, en 2002, sur la base d'une lettre anonyme dénonçant un contrat entre EDF et Euro-RSCG.